# I Will Be Here
«I Will Be Here» es una canción del Dj y productor Tiësto que cuenta con la colaboración de la vocalista Connie Mitchell de Sneaky Sound System. Fue lanzada el 28 de julio de 2009 como primer sencillo del álbum Kaleidoscope.

## Lista de canciones
| Ultra Records CD |                                               |          |  |
| N.º              | Título                                        | Duración |  |
| 1.               | «I Will Be Here» (Tiësto Remix)               | 7:12     |  |
| 2.               | «I Will Be Here» (Tiësto Instrumental Remix)  | 7:12     |  |
| 3.               | «I Will Be Here» (Wolfgang Gartner Remix)     | 8:14     |  |
| 4.               | «I Will Be Here» (Wolfgang Gartner Remix Dub) | 7:13     |  |
| 5.               | «I Will Be Here» (Benny Benassi Remix)        | 6:02     |  |
| 6.               | «I Will Be Here» (Benny Benassi Remix Dub)    | 6:02     |  |
| 7.               | «I Will Be Here» (Wero Ortega Remix)          | 6:09     |  |
| 8.               | «I Will Be Here» (Laidback Luke Instrumental) | 6:04     |  |

| 14th Floor Records CD |                                           |          |  |
| N.º                   | Título                                    | Duración |  |
| 1.                    | «I Will Be Here» (Radio Edit)             | 3:48     |  |
| 2.                    | «I Will Be Here» (Álbum Versión)          | 3:25     |  |
| 3.                    | «I Will Be Here» (Wolfgang Gartner Remix) | 8:14     |  |